# Воротилово (Тверская область)
Воротилово— деревня в Рамешковском районе Тверской области. Относится к сельскому поселению Некрасово.

## География
Деревня находится на автодороге 28К-0974 Рамешки — Максатиха в 17 км на север от райцентра посёлка Рамешки.

## История
В 1716 году в селе была построена деревянная Богородицерождественская церковь с 1 престолом. В 1930 г. церковь в Воротилове закрыли, а в 1939 г. она сгорела.
В конце XIX — начале XX века село Воротилово входило в состав Трестенской волости Бежецкого уезда Тверской губернии.
С 1929 года деревня входила в состав Косковско-Горского сельсовета Рамешковского района Бежецкого округа Московской области, с 1935 года — в составе Калининской области, с 2005 года — в составе сельского поселения Некрасово.

## Население
| 1859 | 1936 | 1989 | 2002 | 2008 | 2010 |
| ---- | ---- | ---- | ---- | ---- | ---- |
| 75   | ↗127 | ↘50  | ↘25  | ↗34  | ↗37  |